# Leitsystem Disposition
Das Leitsystem Disposition (kurz: LeiDis) der Alcatel SEL AG stellt das aktuelle Betriebsgeschehen auf der Infrastruktur der DB InfraGO dar. Die Software wird sowohl von DB InfraGO AG als auch von privaten Eisenbahnverkehrsunternehmen (EVU) zu Dispositions- sowie Datenaufbereitungszwecken genutzt.
Über eine Schnittstelle gelangen aktuelle Informationen zu Zugläufen von der Zugnummernmeldeanlage in das Leitsystem der jeweiligen Betriebszentrale. Gemäß der Funktionsweise von Zugnummernmeldeanlagen werden aktuelle Zugstandorte auf Basis von Signalhaltfällen ermittelt und demzufolge blockweise in LeiDis dargestellt. Für Betriebsstellen, die über keine Zugnummernmeldeanlage verfügen, werden aktuelle Zuglaufdaten händisch mittels einer auf dem Stellwerk befindlichen Ein- und Ausgabestation durch den jeweiligen Fahrdienstleiter eingetragen. Für jede Betriebsstelle jeder Zugfahrt wird anhand des Zeitpunktes eines Signalhaltfalls ein Soll-Ist-Abgleich mit dem Fahrplan durchgeführt. Die Differenz stellt den sogenannten delta-t-Wert und somit die aktuell vorhandene Verspätung (oder ggf. Verfrühung) einer Zugfahrt dar. Von dort aus werden alle Daten an einen Spiegelserver weitergegeben, von wo aus aktuelle Informationen an die Zugangsberechtigten und bahninternen Bereiche weitergegeben werden.
Auf Basis dieser Daten wird sowohl in tabellarischen als auch graphischen Applikationen das aktuelle Betriebsgeschehen auf der Infrastruktur von DB InfraGO dargestellt.
Besonders relevant ist die Nutzung von LeiDis für Dispositionsstellen, Leitstellen, Zugansager sowie 3-S-Zentralen. Diesen Stellen wird durch die Sicht auf das betriebliche Geschehen die Durchführung geschäftlicher und betrieblicher Prozesse erleichtert.
In LeiDis sind für EVU grundsätzlich nur Züge des eigenen Unternehmens ersichtlich. Liegt eine einvernehmliche Zustimmung zweier EVU vor, können durch DB Netz die Zugnummern des jeweils anderen freigeschaltet werden.
LeiDis wurde im Rahmen des Programms PRISMA abgelöst. Nach mehrjährigen Verzögerungen erfolgte die Inbetriebnahme am 28./29. Juni 2025. Kritiker bemängeln die Anwendungsreife des neuen Systems.